# Alain Robert
Alain Robert, rođen kao Robert Alain Philippe (Digoin, 7. kolovoza 1962.) francuski je slobodni penjač poznat po usponima na najviše građevine svijeta. Poznat je pod nadimcima Čovjek pauk i Francuski Spiderman. 
Među najpoznatije svjetske nebodera na koje se uspeo ističu se Burj Khalifa, Sydneyska opera, Taipei 101 i Petronas Twin Towers. Ističu se i njegovi penjački pothvati na povijesnim građevinama kao što su Eiffelov toranj i Luxor obelisk u Parizu.
Više puta bio je uhićen i kažnjen zbog neovlaštenog penjanja po neboderima. O svojim penjačkim pothvatima napisao je  autobiografiju S vlastitim rukama, u kojoj je u 12 poglavlja opisao svoje najveće pothvate i svoju životnu filozofiju. Knjiga je doživjela veliki uspjeh na europskom i azijskom tržištu.
Dobitnik je japanske međunarodne nagradu Faust A.G. u kategoriji najboljeg izazivača za 2011. godinu.

## Vanjske poveznice
- Službene stranice  Arhivirana inačica izvorne stranice od 9. studenoga 2000. (Wayback Machine) (engl.) (fr.)